# Arch Linux
Arch Linux – dystrybucja GNU/Linuksa stworzona przez Judda Vineta. Stawia ona sobie za cel łatwość konfiguracji i użytkowania systemu operacyjnego, a także dostępność znacznej ilości aktualnego oprogramowania, którym można w prosty i wygodny sposób zarządzać. Łatwość ta nie jest jednak osiągana przez dużą ilość graficznych konfiguratorów, a poprzez przemyślnie rozmieszczone i zaprojektowane pliki konfiguracyjne, skrypty i programy. Dlatego też Arch Linux, mimo swojej prostoty może nie być odpowiednim systemem dla osób niemających wcześniej styczności z GNU/Linuksem ani dla tych, dla których używanie konsoli oraz edycja plików tekstowych w celu zmiany ustawień mogą sprawiać problemy.
Arch jest oparty na systemie pakietów binarnych kompilowanych dla architektur i686 oraz x86_64 zarządzanych przez specjalnie do tego zadania stworzony program o nazwie pacman. Umożliwia on instalację, aktualizację oraz usuwanie pakietów. Pakiety mogą być także budowane ze źródeł przy pomocy ABS (Arch Linux Build System) – systemu podobnego do portów FreeBSD. Umożliwia on proste i szybkie budowanie pakietów i włączanie ich do systemu. 
Dostępne jest wydanie dedykowane architekturze ARM, działające m.in. na platformie Raspberry Pi. Arch stanowi podstawę dla wielu dystrybucji pochodnych, m.in. Manjaro.

## Historia
Idea Arch Linuksa powstała w marcu 2002 roku, kiedy to Judd Vinet zirytowany brakiem sposobu na łatwą aktualizację systemu, z którym przyszło mu pracować, rozpoczął pracę nad nowym systemem. Arch powstawał jednocześnie z menadżerem pakietów do niego – Pacmanem. Koncepcję budowy systemu Judd zaczerpnął z CRUX-a, który był bardzo prosty i szybki w działaniu, jednak trudny w konfiguracji dla początkującego użytkownika. Również koncepcja działania Pacmana została zaczerpnięta z innego oprogramowania – pakietu pkgtools pochodzącego z dystrybucji Slackware.
12 marca 2002 roku została wydana pierwsza wersja systemu oznaczona numerem 0.1, jednak pierwszy obraz ISO dystrybucji wydano w kwietniu 2006 roku. Projekt był początkowo prowadzony przez Judda Vineta, który 1 października 2007 zrezygnował z roli lidera z powodu braku czasu.  Swoje obowiązki przekazał wówczas amerykańskiemu programiście Aaronowi Griffinowi.
W sierpniu 2012 roku rozpoczęto proces przystosowywania systemu do użycia pakietu systemd jako menadżera uruchamiania. Proces ten dobiegł końca w listopadzie tego samego roku, gdy pakiet ten stał się domyślny dla wszystkich nowych instalacji Arch Linuksa.
W styczniu 2017 roku zakończono oficjalne wsparcie dla architektury i686. Ostatnią wersją systemu wspierającą tę architekturę jest wersja pochodząca z lutego. Niedługo później powstała dystrybucja Arch Linux 32, która nadal oferuje wsparcie dla tej architektury.
24 lutego 2020 roku Aaron Griffin ogłosił, że w związku z jego małym zaangażowaniem w projekt, nie jest w stanie dłużej nim kierować. W odpowiedzi na tę decyzję wprowadzono nowy model zarządzania, w którym lider projektu jest wybierany na dwuletnią kadencję. W pierwszym oficjalnym głosowaniu zwyciężył Levente Polyak.
Od wersji 2021.04.01 (1 kwietnia 2021) oficjalny obraz ISO Arch Linuksa zawiera domyślnie skrypt instalacyjny archinstall.

## Instalacja

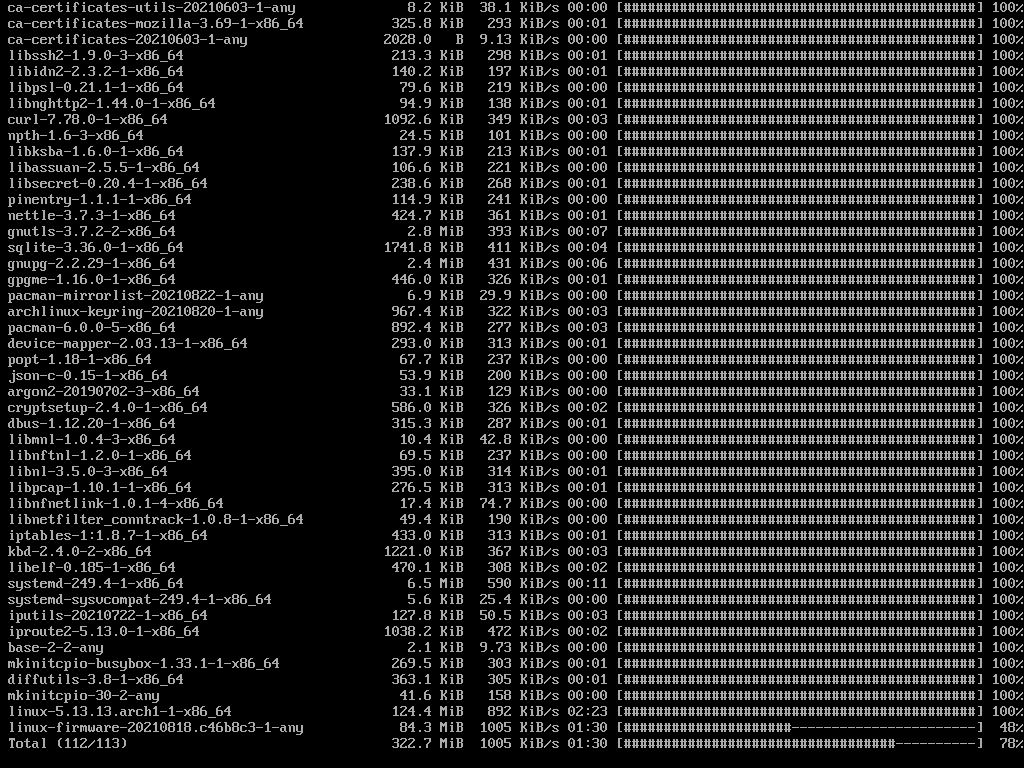
Zrzut ekranu z Archlinux podczas instalacji

Instalacja Archlinux standardowo przebiega w trybie tekstowym, wymagając od użytkownika ręcznej konfiguracji systemu za pomocą odpowiednich programów i edycji plików konfiguracyjnych.  Oficjalna strona dystrybucji dostarcza obrazy ISO, które można nagrać na płytę CD lub napęd USB. Instalację można przeprowadzić ręcznie, postępując zgodnie z instrukcjami na Arch Wiki lub automatycznie za pomocą dołączonego skryptu archinstall. Skrypt umożliwia przeprowadzenie podstawowej instalacji i konfiguracji systemu w sposób interaktywny, zautomatyzowany oraz bardziej intuicyjny, co stanowi alternatywę dla tradycyjnej, ręcznej metody.

## Filozofia
Arch Linux został zaprojektowany jako prosty (w konstrukcji) system operacyjny dla zaawansowanych użytkowników. Nie posiada żadnych zbędnych ozdóbek, graficznych narzędzi konfiguracyjnych itp. Filozofia jego konstrukcji jest w tym podobna do tej, zastosowanej w systemie CRUX, iż użytkownik musi posiadać pewien poziom wiedzy, aby przygotować system do działania. Poziom ten nie jest szczególnie wysoki, jednak Arch Linux nie jest najlepszym rozwiązaniem dla absolutnie początkujących użytkowników. Społeczność Arch Linuksa ma do dyspozycji rozbudowaną i wysokiej jakości dokumentację (serwis internetowy stworzony na podstawie wiki), która stanowi podstawową pomoc w jego poznawaniu i rozwiązywaniu pojawiających się problemów. Dużą aktywnością charakteryzuje się też forum dyskusyjne użytkowników tej dystrybucji i jest miejscem, gdzie często można uzyskać pomoc i porady dotyczące działania systemu i jego oprogramowania.
Filozofia Arch Linuksa zawiera się, przede wszystkim, w trzech głównych zasadach:
- Prostota i „lekkość”, czyli generalnie podążanie za zasadą KISS,
- Stosowanie graficznych narzędzi do podstawowej konfiguracji systemu jest niekorzystne dla użytkownika. Osoba, poprzez użytkowanie systemu poszerza swoją wiedzę na jego temat, co sprawia, że takie narzędzia są w pewnym momencie całkowicie zbędne. Zyskuje się na tym czas, który byłby poświęcony na tworzenie takich narzędzi oraz eliminowanie problemów, wynikających z ich użytkowania,
- Wkład użytkowników jest dozwolony, a nawet pożądany, jeśli istnieje zgodność z filozofią konstrukcji systemu.

## Wymowa nazwy
Wymowa nazwy Arch Linux niekiedy jest tematem dyskusyjnym i można spotkać się z różnymi wariantami jej interpretacji. Jednak twórca Archa i jednocześnie pomysłodawca nazwy wymawia słowo Arch jak archer, czyli w polskim zapisie fonetycznym Arcz Linuks. Taką interpretację proponuje również oficjalna strona wiki Arch Linux.

## Repozytoria pakietów
Pliki konieczne do działania programów Arch Linuksa są dostępne w postaci pakietów, które zgrupowane są w repozytoriach:
- core – podstawowe oprogramowanie wymagane do działania systemu,
- extra – dodatkowe programy, których instalacja jest opcjonalna; tutaj znajdują się np. środowiska graficzne, pakiety biurowe czy pakiety pozwalające systemowi na połączenie z Internetem, takie jak NetworkManager,
- multilib – pakiety 32-bitowe przystosowane do działania z systemami 64-bitowymi (np. Wine).

Arch Linux posiada repozytoria testowe, w których znajdują się niestabilne wersje pakietów:
- core-testing – odpowiednik core,
- extra-testing – odpowiednik extra,
- multilib-testing – odpowiednik multilib,
- gnome-unstable – znajdują się w nim testowe wersje środowiska graficznego GNOME,
- kde-unstable – znajdują się w nim testowe wersje środowiska graficznego KDE.

Udostępniony jest również zbiór repozytoriów, w których znajdują się pakiety całkowicie niezdatne do działania:
- core-staging – odpowiednik core,
- extra-staging – odpowiednik extra.

Arch User Repository (AUR) to repozytorium zawierające pliki PKGBUILD, tworzone przez społeczność użytkowników Arch Linux. Pozwala to na kompilację pakietów bezpośrednio ze źródeł oraz ich instalację za pomocą menadżera pakietów pacman. Użytkownicy mogą oceniać i głosować na poszczególne pakiety. Jeśli dany pakiet zdobędzie wystarczającą popularność, może zostać przeniesiony do głównego repozytorium. Proces instalacji pakietów z AUR może być złożony, dlatego opracowano programy tzw. AUR helpers, które automatyzują i upraszczają tę procedurę. Do popularniejszych narzędzi pomocniczych należą Yay i Paru.
Aktywowanie lub dezaktywowanie poszczególnych repozytoriów możliwe jest poprzez edycję pliku /etc/pacman.conf. W tym pliku istnieje również możliwość dodania nieoficjalnych serwerów z pakietami. W pliku /etc/pacman.d/mirrorlist znajduje się lista serwerów oraz ich priorytety.

## Wydania
Arch Linux jest dystrybucją typu rolling release, co oznacza, że jego aktualizacje wydawane są ciągle, na bieżąco, bez potrzeby każdorazowego tworzenia numerowanej aktualizacji. Model przeciwny zastosowany został chociażby w systemie Windows XP, gdzie aktualizacje (poza aktualizacjami bezpieczeństwa) wydawane były jako paczki zwane „service packami”.
Pomimo tego co miesiąc wydawane są kolejne wersje tej dystrybucji pod postacią obrazów płyt. Kolejne wydania są po prostu „migawką” stanu pakietów. Wraz z wydaniem wersji „Duke” zmieniło się numerowanie wersji, które aktualnie zawiera rok oraz miesiąc ukazania się obrazów płyt, zamiast stosowanych wcześniej kolejnych cyfr. Od wydania 2008.06 dostarczane są również obrazy Live USB, dzięki którym możemy zainstalować system z pamięci USB. Od wydania 2021.04.01 do obrazu dołączony jest skrypt archinstall, ułatwiający zainstalowanie dystrybucji.

### Wybrane wersje Arch Linux
| Wersja     | Data wydania        | Nazwa kodowa | Uwagi |
| ---------- | ------------------- | ------------ | --- |
| 2017.01.01 | 1 stycznia 2017     | 2017.01.01   | Linux 4.8.13 |
| 2015.11.01 | 1 listopada 2015    | 2015.11.01   | Linux 4.2.5 |
| 2012.12.01 | 1 grudnia 2012      | 2012.12.01   | Nowa wersja instalatora, linux 3.6.8, systemd 196.                                                               |
| 2012.11.01 | 2 listopada 2012    | 2012.11.01   | Linux 3.6 |
| 2012.09.07 | 8 września 2012     | 2012.09.07   | Linux 3.5.3, nowe wersje initscripts, systemd oraz netcfg.                                                       |
| 2012.07.15 | 22 lipca 2012       | 2012.07.15   | Usunięcie AIF i zastąpienie skryptami instalacyjnymi, obraz do instalacji dostępny wyłącznie w wersji netinstall |
| 2011.08.19 | 18 sierpnia 2011    | 2011.08.19   | Linux 3.0.3-1, syslinux, btrfs i nilfs2                                                                          |
| 2010.05    | 17 maja 2010        | 2010.05      | Wsparcie dla trybu isohybrid.                                                                                    |
| 2009.08    | 10 sierpnia 2009    | 2009.08      | Pacman w wersji 3.3.                                                                                             |
| 2009.02    | 16 lutego 2009      | 2009.02      | Dołączenie AIF (Arch Linux Installation Framework).                                                              |
| 2008.06    | 24 czerwca 2008     | Overlord     | Dostępne także jako Live USB.                                                                                    |
| 2007.08-2  | 7 października 2007 | Don’t Panic  | |
| 2007.08.1  | 10 września 2007    | Don’t Panic  | |
| 2007.08    | 5 sierpnia 2007     | Don’t Panic  | |
| 2007.05    | 17 maja 2007        | Duke         | Pacman w wersji 3                                                                                                |
| 0.8        | 30 marca 2007       | Voodoo       | |
| 0.7.2      | 18 maja 2006        | Gimmick      | |
| 0.7.1      | 5 stycznia 2006     | Noodle       | |
| 0.7        | 24 stycznia 2005    | Wombat       | |
| 0.6        | 1 marca 2004        | Widget       | Dodanie wsparcia dla systemów plików JFS i XFS.                                                                  |
| 0.5        | 21 czerwca 2003     | Nova         | Wprowadzenie wsparcia dla PAM, LVM i GRUB.                                                                       |
| 0.4        | 18 grudnia 2002     | Dragon       | |
| 0.3        | 7 sierpnia 2002     | Firefly      | |
| 0.2        | 17 kwietnia 2002    | Vega         | |
| 0.1        | 11 marca 2002       | Homer        | Pierwsze wydanie, stworzone od podstaw (ang. from scratch).                                                      |

## Dystrybucje bazujące na Arch Linux
Istnieje wiele dystrybucji Linuksa opartych na systemie Arch Linux. Do najpopularniejszych należą m.in.:
- ArchBang
- Arch Linux 32 – dystrybucja mająca na celu kontynuowanie porzuconego oficjalnie wsparcia dla architektury i686[1]
- Arch Linux ARM – dla systemów wbudowanych opartych na architekturze ARM
- ArcoLinux
- Artix Linux
- BlackArch
- blendOS
- CachyOS
- EndeavourOS
- Garuda Linux
- Manjaro Linux
- RebornOS
- SteamOS – dystrybucja stworzona przez Valve Corporation przeznaczona na urządzenia Steam Deck i komputery Steam Machine[53][54]